# فرودگاه صحرایی ارلز کولن
فرودگاه صحرایی ارلز کولن (به انگلیسی: Earls Colne Airfield) (به زبان بومی: Royal Air Force Station Earls Colne) یک فرودگاه همگانی است که یک باند فرود چمن و آسفالت دارد و طول باند آن ۹۳۹ متر است. این فرودگاه در کشور انگلستان قرار دارد و در ارتفاع ۶۹ متری از سطح دریا واقع شده است.